# Pygophora villicoxa
Pygophora villicoxa är en tvåvingeart som beskrevs av Crosskey 1962. Pygophora villicoxa ingår i släktet Pygophora och familjen husflugor. Inga underarter finns listade i Catalogue of Life.